# أمل عيوش
أمل عيوش ممثلة مغربية من مواليد سنة 1966 بمدينة الدار البيضاء، إضافة إلى التمثيل تمتهن كذلك مهنة الصيدلة. قامت بتصوير فيلمها الأول «أصدقاء الأمس» من إخراج حسن بنجلون في 1997، اشتهرت من خلال فيلم «مصير إمراة» لحكيم نوري والذي حصلت من خلاله على جائزة أحسن أداء بالمهرجان الوطني للفيلم بالدار البيضاء.
آمال عيوش كانت ضيفة شرف في مهرجان بورسعيد للفيلم العربي 2016م
توجت عويش بأفضل ممثلة في مهرجان فيلم النساء الأفريقيات "تازاما" ببرازافيل في دورته الثانية في موضوع " نضالات نساء".
عيوش تعد من المناصرات لقضايا المرأة من خلال أعمالها الفنية.

## أعمالها
تمثيل
- 1999: مصير امرأة : في دور سعيدة
- 1997: أصدقاء الأمس
- 2000: علي زاوا : في دور أم علي زاوا
- 2007: ملائكة الشيطان : في دور محامية
- 2007: لعبة الحب
- 2008: قنديشة : في دور الدكتورة مليكة
- 2011: نساء في المرايا : في دور مدام غيثة
- 2011: جناح الهوى: حليمة
- 2012: الحياني - مسلسل
- 2014: خلف الأبواب المغلقة - فيلم
- 2014: الصوت الخفي : في دور جزائرية هاربة
- 2014: عيد الميلاد
- 2015 اوركسترا نص الليل - فيلم
- 2015: حياة جديدة - مسلسل سيت كوم.
- 2016: دموع ابليس - فيلم.
- 2016: رياض أحلامي (فيلم قصير):[7] في دور زينب
- 2023:طريق الورد:في دور مليكة

## روابط خارجية
- أمل عيوش على موقع IMDb (الإنجليزية)
- أمل عيوش على موقع قاعدة بيانات الأفلام العربية
- أمل عيوش على موقع ألو سيني (الفرنسية)
- أمل عيوش على موقع أول موفي (الإنجليزية)
- أمل عيوش على موقع قاعدة بيانات الأفلام السويدية (السويدية)
- أمل عيوش على موقع قاعدة بيانات الفيلم (الإنجليزية)
- أمل عيوش على موقع كينوبويسك (الروسية)